# Linaria pyramidalis
Linaria pyramidalis är en grobladsväxtart. Linaria pyramidalis ingår i släktet sporrar, och familjen grobladsväxter.

## Underarter
Arten delas in i följande underarter:
- L. p. kopetdaghensis
- L. p. lenkoranica
- L. p. pyramidalis